# Film i Finland
Finsk film handlar om filmens utveckling i Finland från de första åren fram till idag.

## 1896-1920: Innan självständigheten
Bolaget Lumière visade de första rörliga bilderna i Helsingfors 1896, men det kom att dröja ända till 1904 innan den första filminspelningen ägde rum i Finland. Det är inte känt vem det var som gjorde den, men man vet att den kallades för "Nyhet från Helsingfors: skolungdom under rast" och visades av American Bioscope i december. Finlands första filmbolag, Atelier Apollo, startades 1906 av ingenjören Karl Emil Ståhlberg. Det producerade huvudsakligen korta dokumentärfilmer, men också Finlands första spelfilm, Lönnbrännare (1907). Under de första åren var produktionen av finsk film koncentrerad till huvudstaden.
Filmen Lönnbrännare regisserades av Teuvo Puro, som även regisserade Finlands första långfilm, Sylvi, som baserades på en pjäs av Minna Canth. Den spelades in 1911, tillsammans med två andra långfilmer med litterära förlagor, men den hade inte premiär förrän 1913. Filmmakarna hade inte tillräckligt med pengar för att skicka filmerna till närmsta laboratorium, som låg i Köpenhamn, med en gång, utan materialet låg oframkallat för länge, så två av de tre filmerna förstördes.
Åren efter Sylvi bildades det första spelfilmsbolaget, Hjalmar V. Pohjanheimos Lyyra-Filmi, som producerade både farser och konstnärliga filmer. Det gjordes också försök att starta en filmproduktion i större skala av Erik Estlander, som byggde en studio med glasväggar och tak i Helsingfors 1916. I slutet av året förbjöd dock Ryssland all fortsatt filmverksamhet i Finland, så produktionen stannade av fram till självständigheten 1917.
Under dess två första decennier kom den finska filmindustrin aldrig i närheten av den kreativitet eller produktivitet som fanns i dess nordiska grannar Sverige och Danmark - man kan nästan säga att det knappt fanns någon film- industri eller produktion över huvud taget. Dessutom är det mesta från denna tid borta. Av spelfilmerna är 13 minuter från Sylvi allt som finns kvar.

## 1920-1930: Stumfilmsåren

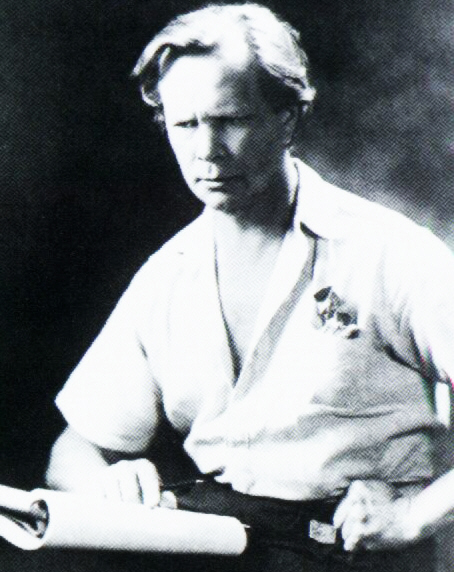
Erkki Karu, grundaren av Suomi-Filmi och Suomen Filmiteollisuus

### Suomi-Filmi
Den regelbundna filmproduktionen kom inte igång förrän på 1920-talet, då det framgångsrika bolaget Suomi-Filmi (grundat 1919 under namnet Suomen Filmikuvaamo) och dess kreative ledare Erkki Karu kom igång.
Karu kom att regissera några av stumfilmstidens viktigaste filmer och var den ledande figuren inom finsk film innan hans tidiga död 1935. Hans Byns skomakare (1923), en smart berättad buskisfilm efter Aleksis Kivis pjäs, med ett svagt experimentellt kameraarbete av tysken Kurt Jäger, räknas som stumfilmstidens mästerverk. Andra kända filmer av Karu är: Timmermannens hustru (1923), med ett för den tiden avancerat filmfoto av Jäger och Oscar Lindelöf, När far har tandvärk (1923), en kort, surrealistisk fars och den första finska filmen som fick en större spridning utomlands, samt Våra pojkar (1929), en patriotisk föregångare till den militära buskisfilmen. Publiken ute på landsbygden gillade Suomi-Filmis "lantliga" ämnen. Genom hela stumfilmseran var bolagets policy att göra film med nationella landsbygdshistorier. Bara någon enstaka gång gjordes försök i att göra mer "stadsmässiga", eller mer "europeiska", filmer som Karus Sommarsaga (1925), men publiken uteblev.
En annan viktig regissör på Suomi-Filmi var Teuvo Puro, som gjorde bolagets första spelfilm, Ollis lärlingstid (1920) och en av Finlands få skräckfilmer, Ond förtrollning (1927). En intressant person under de sista två stumfilmsåren var Carl von Haartman, en f.d. soldat och äventyrare, som arbetat som militärinstruktör i Hollywood. P.g.a. detta ansågs han vara tillräckligt kapabel att regissera film. Hans två överklasspiondramer, Den stora segern (1929) och Hägring (1930), fick hyfsade recensioner men lyckades inte locka publiken.

### Andra bolag
Suomi-Filmi dominerade produktionen av finsk film under 1920-talet: av de totalt 37 "långspelsfilmer" som gjordes mellan 1919 och 1930 gjorde Suomi-Filmi 23.
Andra bolag (som bara verkade tillfälligt) försvann oftast efter att bara ha producerat 1-2 filmer. Det viktigaste av dessa alternativa filmbolag kom under decenniets senare halva. Den tyske filmfotografen Jäger lämnade Suomi-Filmi och bildade sitt eget bolag, Komedia-Filmi. Det inledde ett samarbete med det globala filmbolaget Ufanamet, som vid den tiden kontrollerade den största delen av filmdistributionen i Finland, och som därför var en stor konkurrent till Suomi-Filmi. Suomi-Filmi försvarade sig med att anklaga Komedia-Filmi och Uafanet för att vara invaderande utlänningar, som villa tvinga på det finska folket utländska filmer. Lyckligtvis för Suomi-Filmi, gjorde varken Komedia-Filmi eller Uafanet någon succé. Komedia-Filmi kom att göra endast två filmer, vilken den senare, På livets landsväg (1927, regisserad av Jäger och Ragnar Hartwall), är ett intressant försök i att göra en någorlunda modern komedi. 
1929 var det premiär för de två första filmerna producerade av ett mindre bolag, Fennica, och regisserade av Valentin Vaala, som skulle komma att bli en av de största regissörerna i den finska filmens gyllene era. När han gjorde sin första film, Mörka ögon, var han bara 17 år gammal, och huvudrollen spelades av den endast 14 år gamle Theodor Tugai (senare Teuvo Tulio). Denna film, och dess raskt gjorda uppföljare Den zigenska charmören, var en ny sorts passionerade dramer med tydligt österländska influenser. Tyvärr återstår bara den senare filmen, filmmakarna förstörde de enda existerande negativen till Mörka ögon genom att slänga dem i havet, eftersom de ansåg att uppföljaren var långt bättre. Det gjordes också djärva försök att göra film utanför huvudstaden, men de filmer som gjordes, i till exempel Viborg och Uleåborg, ansågs för dåliga för att ens få premiär i Helsingfors. Inga tårar på marknaden (1927) och Den insnöade mannen i skogen (1928), två nu förstörda filmer, som producerades i Tammerfors av Aquila-Suomi och regisserades av Unno Eskola, var bättre försök – åtminstone med den tidens mått mätt. Produktionen stannade dock inte kvar i Tammerfors, men en av Aquilas producenter, målaren Kalle Kaarna, skulle på egen hand visa sig vara en begåvad regissör. Hans första film Med svärdets blad (1928), fick en marknadsfördes modigt som en opartisk historia om det smärtsamma inbördeskriget 1918, och hans andra film, En sång om arbetets hjältar (1929) introducerade en ny sorts proletär hjälte för publiken. Olyckligtvis är även dessa filmer antagligen försvunna för alltid.

## 1931-1933: Ljudet kommer
Det första experimentet med ljud gjordes av Lahyn-Filmi, ett regionalt bolag i Åbo. När Lahyn-filmis ljudfilmsförsök Laulu- ja tanssiesitys visades i Åbo den 8 september 1929 var det första gången ljudfilm visades för allmänheten i Finland. Den första egentliga ljudfilmen var en elva minuter lång dokumentär, Äänifilmi, producerad av Lahyn-Filmi 1929. Den första långfilmen med ljud med sång och tal var Lahyns Säg det på finska (1931), regisserad av bolagets chef Yrjö Nyberg (senare Norta). Denna idag försvunna film var mer en samling av musikaliska nummer än en spelfilm. Suomi-Filmi gick från stumfilm till ljudfilm senare samma år. Den första finska filmen med ljudspår var bolagets Klädd som Adam och även lite som Eva (1931), baserad på en populär pjäs av Agapetus. Det var dock bara musik och några ljudeffekter på ljudspåret, så bolagets första riktiga ljudfilm anses idag vara Karus talfilm Timmerflottarens brud (1931), ett lantligt drama.

## 1934-1939: Den gyllene eran

### Studiosystemet
1933 avskedades Karu från Suomi-Filmi, som han en gång själv grundat. Han tog dock revansch och startade filmbolaget Suomen Filmiteollisuus, som hade initialerna SF i logon. Detta bolag kom att gå långt bättre än de tidigare försök som gjorts i att konkurrera mot Suomi-Filmi, och efter ett par framgångsrika komedier regisserade av Karu var de två bolagen jämnstora. Det sades att det bara var Karu som kunde skapa framgångsrika filmbolag i Finland. 
Kraftmätningen mellan de två bolagen skulle visa sig vara vad den finska filmen behövde. I slutet av decenniet gjordes det ungefär 20 långfilmer varje år. Kvaliteten på filmerna var generellt sett hög, ämnesomfånget ökade och intresset för familjefilmer sköt i höjden. Med sina egna stjärnor och kreativa producenter kom den finska filmindustrin att alltmer påminna om ett Hollywood i miniatyr. Förutom de två stora studiorna kom även några små att visa framfötterna. Det stora genombrottet för finsk ljudfilm kom med Förmannen på Siltalafarmen (1934), en komedi av Suomi-Filmi, som sågs av över 900 000 biobesökare.

### Suomi-Filmi
Karus plats som Suomi-Filmis chef kom att tas över av Risto Orko, en plats han behöll fram till sin död 1990, långt efter att bolaget slutat med filmskapande. Orko var den som regisserade succén Förmannen på Siltalafarmen, och han återvände till regisserandet ytterligare några gånger, mest kända blev två historiska och patriotiska dramer i slutet av decenniet: Soldatens hustru (1938) och Aktivister (1939). De flesta av de filmer han regisserade är idag dock bortglömda.
Suomi-Filmis viktigaste regissör var Valentin Vaala, som hade en ojämförbart kreativ period i slutet av 1930-talet. Efter de stumma åren hade Vaala regisserat ytterligare tre filmer för hans första bolag, Fennica. När han skulle påbörja den fjärde blev bolaget bankrutt. Han flyttade över till Suomi-Filmi, och även om hans första film för dem, Allas kärlek (1935), var en rätt anspråkslös komedi, blev den väldigt populär och, kanske viktigast, betydde genombrottet för två av Finlands mest älskade stjärnor: Ansa Ikonen och Tauno Palo.
Vaalas sista filmer för Fennica var buskisfilmer, en genre vars utveckling hans två följande filmer, de lättsmälta Substitute Wife och Substitute Man (båda 1936, inspelade i hans nya studio), kom att betyda mycket för. Hulda från Juurakko (1937) var ett seriösare försök i samma genre: en socialt medveten historia om en lantflicka som kommer till storstaden och möter problemet med ojämlikhet mellan könen. Filmen och dess ämne mottogs med stor entusiasm av publiken. Vaala var också en mästare vad gällde lantliga ämnen och romantiska melodramer. 1938 gjorde han den första (och enligt kritikerna bästa) filmen i serien om bondefamiljen Niskavuori (Kvinnorna Naskavuori).

### SF
Efter sin tidiga död 1935, ersattes Karu av Toivo Särkkä som chef för SF. Särkkä ledde SF fram till dess bankrutt 1965. Särkkä är den mest profilerande producent och regissör finsk film någonsin haft: han medverkade i produktionen till över 200 filmer och regisserade 51. Tillsammans med Yrjö Norta regisserade han de flesta av bolagets filmer under 1930-talet, inklusive det religiösa dramat Som dröm och skugga… (1937) och den patriotiska, historiska filmen Manifest i februari (1939). Särkkäs och Nortas produktion innehåller några mycket populära buskisfilmer som till exempel Lapatossu (1937) – med den populära komediaktören Aku Korhonen – och Regementets trubbelpojke (1938), modellen för den finska militärfarsgenren.

### Andra bolag
Förutom Suomi-Filmi och SF var det några få mindre bolag som klarade av att producera ett flertal filmer under den gyllene eran. Med Vaalas filmer, kom dessa ”fattigverk” att tillhöra de mest fascinerande filmer som gjordes under 1930-talet.

## Efter andra världskriget
Televisionens intåg på 1950-talet drabbade biograferna hårt vad gällde publiken, även om televisionen var statsägd (YLE) fram tills MTV3 och senare även Fyran kom. Sedan dess har tidigare biobesöksrekord aldrig överträffats. Familjefilmen har garanterats statligt stöd. Finlands filmexport har aldrig varit särskilt stor, men under 1990- och 2000-talet har Aki Kaurismäkis filmer fått en trogen internationell publik. Även dokumentärfilmaren och filmfotografen Pirjo Honkasalo har rönt uppmärksamhet utomlands och blivit mångfaldigt prisbelönad.

## Filmspråk
På 70-talet visades finsk teveteater i Norge på NRK varje tisdagskväll och på norska förekommer uttrycket "finsk fjernsynsteater" för något grått, trist och långsamt.
Den norske psykologen Frode Strømnes (1937-2012) menade att anledningen till att norrmännen upplevde de finska programmen som så tråkiga och förvirrande var att finskspråkiga uppfattar tid och rum på ett helt annat sätt än övriga skandinaver. Orsaken, enligt Strømnes, var en djupliggande psykologisk skillnad som hänger ihop med att finskan hör till en annan språkfamilj än svenskan.